# Schlacht von Cannae
Koordinaten: 41° 18′ 23″ N, 16° 7′ 57″ O
Saguntum – Lilybaeum II – Rhone – Ticinus – Trebia – Cissa – Trasimenischer See – Ager Falernus – Geronium – Cannae – Nola I – Nola II – Ibera – Cornus – Nola III – Beneventum I – Syrakus – Tarentum I – Capua I – Beneventum II – Silarus – Herdonia I – Obere Baetis – Capua II – Herdonia II – Numistro – Asculum – Tarentum II – Neu Karthago – Baecula – Grumentum – Metaurus – Ilipa – Crotona – Große Felder – Cirta – Zama
Die Schlacht von Cannae fand am 2. August 216 v. Chr. an den Abhängen der Murge in Nähe der Mündung des Flusses Aufidus in Süditalien statt. Das karthagische Heer unter Hannibal vernichtete dabei die mit 16 Legionen zahlenmäßig überlegenen Römer unter Führung der Konsuln Lucius Aemilius Paullus und Gaius Terentius Varro.
Aufgrund der geschickten Taktik Hannibals und der Größe des Sieges gilt die Schlacht als eine der bedeutendsten im Zweiten Punischen Krieg und ging in die Weltgeschichte ein. Bis heute wird sie als Paradebeispiel einer Umfassungsschlacht an Militärakademien gelehrt, und die Redewendung „ein Cannae erleiden“ steht für eine vernichtende Niederlage.
Heute kann das ehemalige Kampfgebiet zwischen den Städten San Ferdinando di Puglia und Barletta in Apulien ausgemacht werden. Doch die genauen Zeit- und Ortsangaben sind umstritten, da es keine direkten zeitgenössischen Berichte gibt. Der älteste Bericht der Schlacht stammt von Polybios, der etwa fünfzehn Jahre nach dem Ereignis geboren wurde, sein Geschichtswerk aber erst rund siebzig Jahre nach der Schlacht verfasste.

## Vorgeschichte
Zu Beginn des Zweiten Punischen Krieges führte der karthagische Heerführer Hannibal seine Truppen samt Kriegselefanten über die Alpen nach Oberitalien. In der Schlacht an der Trebia und der Schlacht am Trasimenischen See fügte er den Römern schmerzhafte Niederlagen zu. Zu deren Kommandanten wurde daraufhin Fabius Maximus ernannt, der jedoch jede weitere offene Feldschlacht mit dem karthagischen Heer vermied und Hannibal durch Mittelitalien ziehen ließ, ohne ihn zu stellen. Fabius Maximus zielte mit dieser Strategie darauf, das karthagische Heer aufgrund von Nachschubproblemen erschöpfen zu lassen. Der römischen Bevölkerung missfiel dieses scheinbar unentschlossene Vorgehen, sie nannte ihn deshalb cunctator (deutsch „der Zauderer“). Im Jahre 216 v. Chr. wurden turnusmäßig zwei Konsuln mit dem ausdrücklichen Auftrag ernannt, Hannibal zur Entscheidungsschlacht zu stellen, da dieser Rom von dessen lebenswichtigen Getreidevorräten im Süden abgeschnitten hatte. Zu diesem Zweck wurde ihnen eine Streitmacht unterstellt, die mit 16 Legionen die doppelte Stärke einer gewöhnlichen konsularischen Armee besaß, die damals aus je 4 Legionen römischer Bürger und je 4 Legionen aus Bundesgenossen zu bestehen pflegte.
Die beiden Konsuln Lucius Aemilius Paullus und Gaius Terentius Varro lösten sich Tag für Tag als Befehlshaber ab. In ihrem Handeln unmittelbar vor der Schlacht drückten sich auch die unterschiedlichen Charaktere dieser beiden Personen aus. Die Taktik der Römer schwankte – als sie endlich den Karthagern bei Cannae in Apulien gegenüberstanden und nur das kleine Flüsschen Aufidus (Ofanto) die zwei Heere trennte – Tag für Tag zwischen vorsichtigem Agieren und forschem Tatendrang. Am Tag der Schlacht hatte Varro den Oberbefehl und führte die römischen Truppen nach derzeitigem Wissensstand auf das südliche Ufer des Flusses. Da dieses Gelände hügelig ist, benachteiligte es die Kavallerie.

## Verlauf

### Heeresstärken
Die zwei Konsuln verfügten über acht Legionen römischer Bürger. Die verbündeten Städte stellten noch einmal Truppen in gleicher Stärke. Die Einschätzung der tatsächlichen Heeresstärke schwankt in den Quellen. Geht man jedoch davon aus, dass dies einer Truppenstärke von 80.000 Mann entspricht und dass 10.000 für die Bewachung der Lager abgestellt wurden, so standen einander an den Ufern des Flusses Aufidus folgende Kräfte gegenüber: Die Römer verfügten über 55.000 Mann schwere Infanterie, über 8.000 bis 9.000 Mann leichte Infanterie und 6.000 Mann Kavallerie. Das karthagische Heer bestand dagegen aus 32.000 Mann schwerer Infanterie, 8.000 Mann leichter Infanterie und 10.000 Mann Kavallerie.
Polybios gibt in seinem Werk Historien an, dass acht Legionen gegen Hannibal ins Feld geführt wurden; die Sollstärke jeder Legion wurde dabei von den normalerweise üblichen 4000 auf 5000 Mann Infanterie und von 200 auf 300 Mann Kavallerie erhöht. Er schreibt weiter, dass die Verbündeten die gleiche Anzahl an Infanteristen und die dreifache Anzahl an Reitern stellten; das gesamte Heer, einschließlich der Verbündeten, umfasste etwas mehr als 80.000 Mann Infanterie und etwas über 6000 Reiter, als die Schlacht begann. Livius weist in seinem Werk Ab urbe condita darauf hin, dass seine Quellen in ihren Aussagen variieren; einige seiner Quellen geben an, dass das römische Heer aus insgesamt 87.200 Mann bestand, als die Schlacht begann. Die Gesamtstärke des römischen Heeres wird daher i. A. mit 80.000 Mann Infanterie und ca. 6000 Mann Kavallerie angegeben. Von dieser Sollstärke bei der Aufstellung sollten jedoch einige Tausend Mann abgezogen werden, da sie infolge von Kämpfen vor der Schlacht entweder getötet oder verwundet wurden.
Polybios und Livius geben in ihren jeweiligen Werken an, dass Hannibal über ungefähr 40.000 Mann Infanterie und 10.000 Mann Kavallerie verfügte. Für die Gesamtstärke und die Zusammensetzung von Hannibals Heer gibt es u. a. folgende Angaben: an Infanterie zwischen 37.000 und 45.000 Mann, davon 10.000 bis 12.000 Nordafrikaner, 7.000 bis 8.000 Spanier und 20.000 bis 25.000 Kelten; an Kavallerie ca. 10.000 bis 11.000, davon 4000 Nordafrikaner, 2000 Spanier und 4000 bis 5000 Kelten.
Von diesen Gesamtstärken müssen aber die zur Bewachung der jeweiligen Lager eingeteilten Soldaten abgezogen werden. Bei den Römern sind dies ca. 10.000 Mann Infanterie für das größere der beiden römischen Lager; sie waren dazu bestimmt, während der Schlacht das karthagische Lager anzugreifen. Für das kleinere Lager dürfte ebenfalls eine Bewachung zurückgelassen worden sein, wozu Polybios aber nichts sagt. Nach Connolly wurde die Bewachung des Lagers gewöhnlich den Triarii übertragen, deren Anzahl von 9600 gut mit der Angabe bei Polybios übereinstimmt. Bei Hannibal dürften mindestens 3000 bis 5000 Mann Infanterie zur Bewachung seines Feldlagers auf dem Nordufer eingeteilt worden sein.

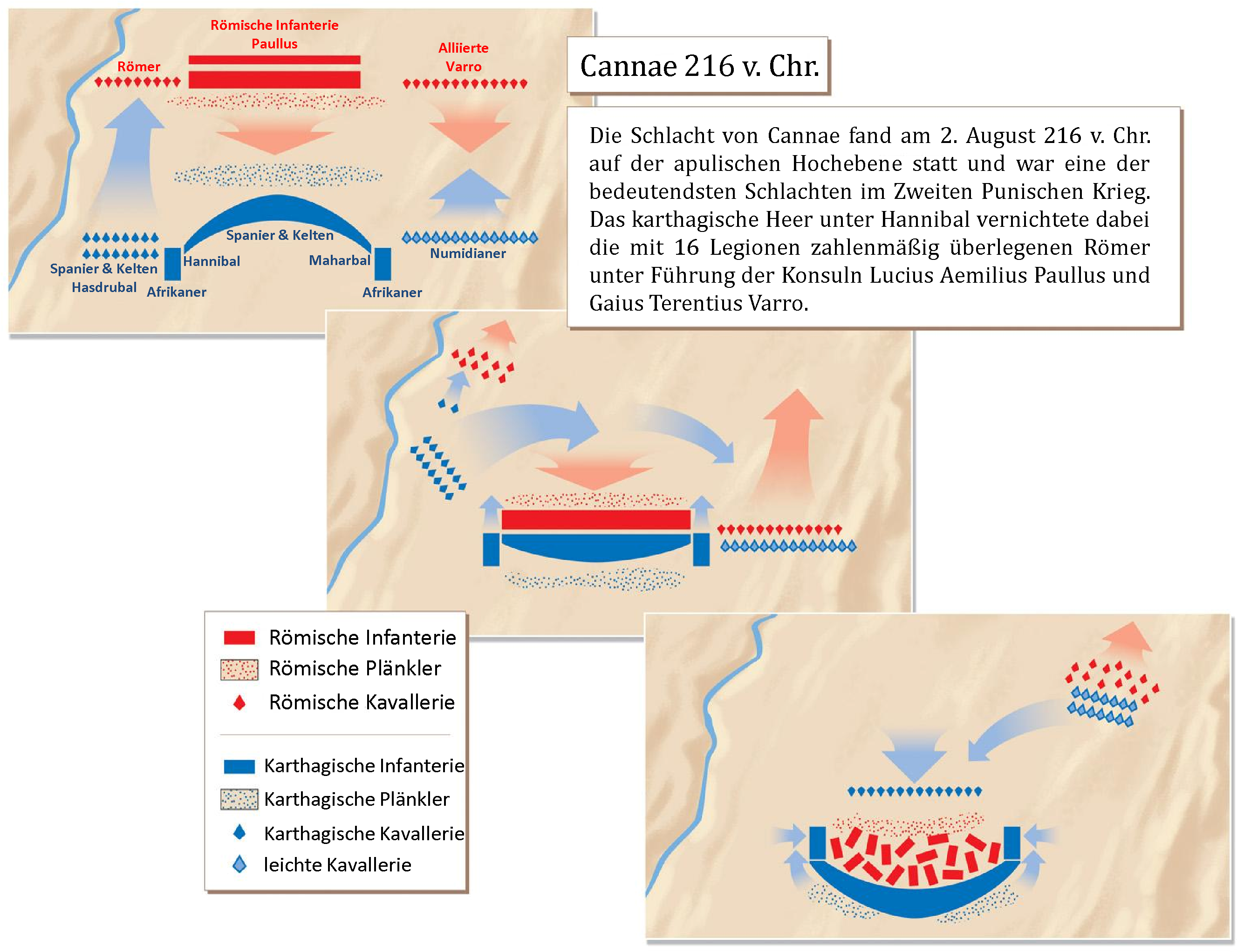
Die Phasen der Schlacht

### Aufstellung der Römer
Die konventionelle Verwendung solcher Truppenteile sah vor, die Infanterie in der Mitte zu platzieren, während sich die Kavallerie teilte und die jeweiligen Flügel bildete. Die Römer wandten diese bewährte Truppenaufstellung auch bei Cannae an. Sie entschieden sich jedoch, die Infanterie tief zu staffeln, so dass die Infanteriefront so breit wie die von Hannibals zahlenmäßig deutlich unterlegener Infanterie war. Ziel der römischen Infanterie war es, die karthagische Schlachtenreihe rasch zu durchbrechen, um die Stärke der Legionäre im Einzelkampf auszunutzen.
Die römische Kavallerie war bei dieser Schlacht der entscheidende Schwachpunkt, an dem Hannibal mit seiner Taktik ansetzte. Da die römischen Reiter in der republikanischen Zeit aus den wohlhabenderen Schichten stammten, weil die römischen Soldaten zu jener Zeit selbst für ihre Ausrüstung aufkommen mussten, waren sie traditionell zahlenmäßig sehr schwach, weswegen die Bundesgenossen die dreifache Anzahl an Kavalleristen stellen mussten. Jede römische Legion hatte für gewöhnlich etwa rund 300 Reiter, die Bundesgenossen 900, was ein Verhältnis von 1:3 ausmachte. Sie dienten in der Regel lediglich dazu, die Flanken der Legionen zu decken.

### Aufstellung der Karthager

Hannibals Weg nach Cannae

Hannibal wandelte die traditionelle Aufstellung dagegen ab: Er platzierte die weniger kampfstarken Infanterieeinheiten (Iberer und Kelten) in der Mitte, wobei sie leicht sichelförmig aufgestellt waren, und die schlachterfahreneren Truppen (afrikanische Söldner) an den Flügeln hinter der Kavallerie. In einer Variante der schiefen Schlachtordnung verstärkte er überdies die Kavallerie auf dem linken Flügel massiv, um hier den entscheidenden Angriff führen zu lassen, während er den numidischen Reitern auf der rechten Flanke eine lediglich defensive Rolle zuteilte.
Die schwere Infanterie der Spanier und Kelten bildete in Hannibals Aufstellung das Zentrum seiner Front, die vorspringende Sichel. Die spanische und keltische Kavallerie bildete den linken Flügel, die numidische Kavallerie den rechten Flügel. Nach Connolly war die schwere Infanterie aus Nordafrika nach Art der makedonischen Phalanx ausgerüstet, während die schwere Infanterie der Spanier und Kelten Schwertkämpfer waren.
Die Leichtbewaffneten wurden während der Aufstellung zur Schlacht als Abschirmung gegen die Römer eingesetzt. Nach Connolly deckte die schwere Infanterie aus Nordafrika zunächst während der Aufstellung die Kavallerie und zog sich später an die Seiten des Zentrums zurück, während sie nach Warry bereits von Anfang an jeweils seitlich des Zentrums aufgestellt war.

### Schlachthergang
Als die römischen Legionen den Angriff eröffneten, ließ Hannibal die Mitte seiner zunächst halbmondförmig vorgewölbten Aufstellung, bestehend aus iberischen und keltischen Fußtruppen, systematisch nachgeben. Die zentral vordrängenden Römer wurden sodann von den an den Flanken aufgestellten karthagischen Truppen in die Zange genommen – der römische Angriff verlangsamte sich und kam schließlich zum Stehen, statt einen Durchbruch zu erzielen.
Unterdessen trafen sich die Kavallerieeinheiten beider Seiten. Während die Numider die alliierte Kavallerie wie geplant dank ihrer Beweglichkeit hinhielten, gingen die mit Hannibal verbündeten iberischen und keltischen Reiter gemeinsam mit den von seinem Bruder befehligten karthagischen Berittenen zum vollen Angriff gegen die römische Reiterei des rechten Flügels vor und schlugen sie aus dem Feld. Danach eilten sie den Numidern auf der anderen Flanke zu Hilfe, fielen der nun zahlenmäßig unterlegenen Bundesgenossenkavallerie in den Rücken und zersprengten sie. Während die Numider die Flüchtenden verfolgten, fielen die karthagischen, iberischen und keltischen Reiter nun den römischen Legionen in den Rücken, kesselten sie dadurch zwischen sich und der karthagischen Infanterie ein und entschieden die Schlacht trotz der zahlenmäßigen römischen Überlegenheit für sich, da sich die Legionen nicht entfalten konnten. Die Legionäre wurden zusammengedrängt, Verwirrung brach aus, und der größte Teil des römischen Heeres wurde getötet. Die römischen Legionen waren tief gestaffelt und sollten sich auf dem Schlachtfeld erst ausbreiten, sie wurden aber auf ihm zusammengedrückt. In bis zu 26 Reihen hintereinanderstehend konnten die meisten der Legionäre nicht in den direkten Kampf eingreifen, der in den Reihen vor ihnen stattfand. Erst als diese Reihen niedergekämpft waren, standen sie den nun punktuell zahlenmäßig überlegenen Gegnern gegenüber und hatten somit keine Chance.

### Verluste
Von den 80.000 römischen Soldaten wurden laut Polybios rund 70.000 getötet, darunter der Konsul Aemilius Paullus und ein Konsul des vorangegangenen Jahres, Gnaeus Servilius Geminus; 10.000 wurden gefangen genommen. Livius gibt an, dass etwa 50.000 der Römer fielen. Nur wenige entkamen, unter ihnen Varro, der an diesem Tag den Oberbefehl hatte, sowie Scipio Africanus, der vierzehn Jahre später Hannibal in der Schlacht von Zama schlagen sollte.
Polybios beziffert die Verluste der Römer wie folgt: an Toten insgesamt ungefähr 70.000 und an Gefangenen etwa 10.000 Mann Infanterie sowie 2000 Mann Kavallerie. Er schreibt weiter, dass etwa 3000 Mann Infanterie und 370 Reiter entkommen konnten. Livius gibt die Verluste der Römer wie folgt an: an Toten 45.500 Mann Infanterie sowie 2700 Mann Kavallerie und an Gefangenen im Laufe der Schlacht etwa 3000 Mann Infanterie sowie 1500 Mann Kavallerie. Er schreibt weiter, dass zunächst 7000 Mann in das kleinere Lager flüchten konnten, 10.000 Mann in das große Lager und 2000 Mann entkamen nach Cannae; die Mehrzahl der zunächst Entkommenen wurde aber später gefangen. John Warry folgt den Angaben bei Livius, was die römischen Verluste angeht. Peter Connolly geht davon aus, dass 50.000 Römer fielen und 25.000 die Schlacht überlebten.
Die römischen Überlebenden wurden nach herrschender Auffassung in den legiones Cannenses zusammengefasst (auch wenn vereinzelt die Existenz der legiones Cannenses bestritten wird). Nach Livius soll sich die Zahl der Soldaten, aus denen die legiones Cannenses gebildet wurden, auf ca. 14.500 Soldaten belaufen haben. Geht man von einer römischen Truppenstärke von 80.000 Mann aus, so wären die römischen Verluste durch Tod und Gefangenschaft auf ca. 65.000 Mann zu beziffern, was in etwa auch den Zahlen Polybios’ nahekommt.
Polybios gibt die Verluste für Hannibals Heer mit ungefähr 4000 Kelten, 1500 Spaniern und Nordafrikanern sowie 200 Reitern an, während Livius sie mit insgesamt 8000 Mann beziffert. John Warry schätzt seine Verluste auf 6000 bis 8000 Mann.
Seibert verweist darauf, dass die angeblichen Differenzen der beiden Konsuln erst später bezeugt sind, und vermutet daher, es habe sich um Erfindungen gehandelt, um Lucius Aemilius Paullus von der Verantwortung freizusprechen, da er als Patrizier ein Angehöriger einer höheren Gesellschaftsschicht war, während Varro aus der plebejischen Schicht kam. Auch verdiene die Nachricht, Paullus habe die Schlacht nicht annehmen wollen, keinen Glauben. Beide Konsuln handelten im Einklang mit dem Senat und dem Kriegsrat consilium, denn beide wären nicht in der Lage gewesen, ein so riesiges Heer auf eigene Faust zu befehligen.

## Plünderungen
Die Größenordnung der beteiligten Armeen mag wenig beeindruckend erscheinen und man könnte versucht sein anzunehmen – weil Rom diesen Krieg schließlich gewann –, es habe sich nur um eine „weitere Wunde“ gehandelt, Livius überlieferte jedoch ein Bild, das zeigt, wie verheerend diese Niederlage für Rom war: Hannibal ließ seine Männer den Goldschmuck von den Körpern der auf dem Schlachtfeld liegenden Gefallenen einsammeln und sandte diese Sammlung als Beweis seines Sieges nach Karthago; die Sammlung wurde vor dem karthagischen Senat ausgeschüttet und wurde auf „drei und ein halbes Maß“ (6048 Stück) geschätzt. Ein Goldring war Zeichen der Zugehörigkeit zu den oberen Klassen der römischen Gesellschaft.

## Auswirkungen
Gehörte Hannibals Triumph einerseits zu den erdrückendsten Siegen der ganzen Militärgeschichte, war der Zenit des karthagischen Kriegsglücks damit auch erreicht, und es erwuchsen den Karthagern keine entscheidenden strategischen Vorteile aus ihm. Von Rom fielen zunächst nur die süditalienischen Gebiete in Apulien, Samnium, Lukanien und Bruttium ab, im Winter 216/215 Capua, 214 Syrakus, 212 Tarent, Metapont und Thurii. In Mittelitalien brach das römische Bündnissystem trotz aller Rückschläge nicht zusammen, es blieb in seinem Kern bestehen.
Hannibals Truppen waren zahlenmäßig zu schwach und es mangelte ihnen an Belagerungsmaterial, um Rom selbst anzugreifen, so dass er Verhandlungen über einen Friedensvertrag zu maßvollen Bedingungen anbot. Trotz der vielfachen Katastrophen, die Rom im Kampf gegen Hannibal erlitten hatte, weigerte sich der römische Senat jedoch, mit ihm zu verhandeln. Stattdessen hob er eine neue Armee zur Verteidigung Italiens und eine weitere zum Angriff auf die spanischen Besitzungen Karthagos aus. Die Schlacht von Cannae blieb daher ohne weitere politische oder militärische Auswirkungen.
Die sich an Cannae anknüpfenden Entwicklungen sind genauer im Artikel zum Zweiten Punischen Krieg dargestellt.

## Rezeption

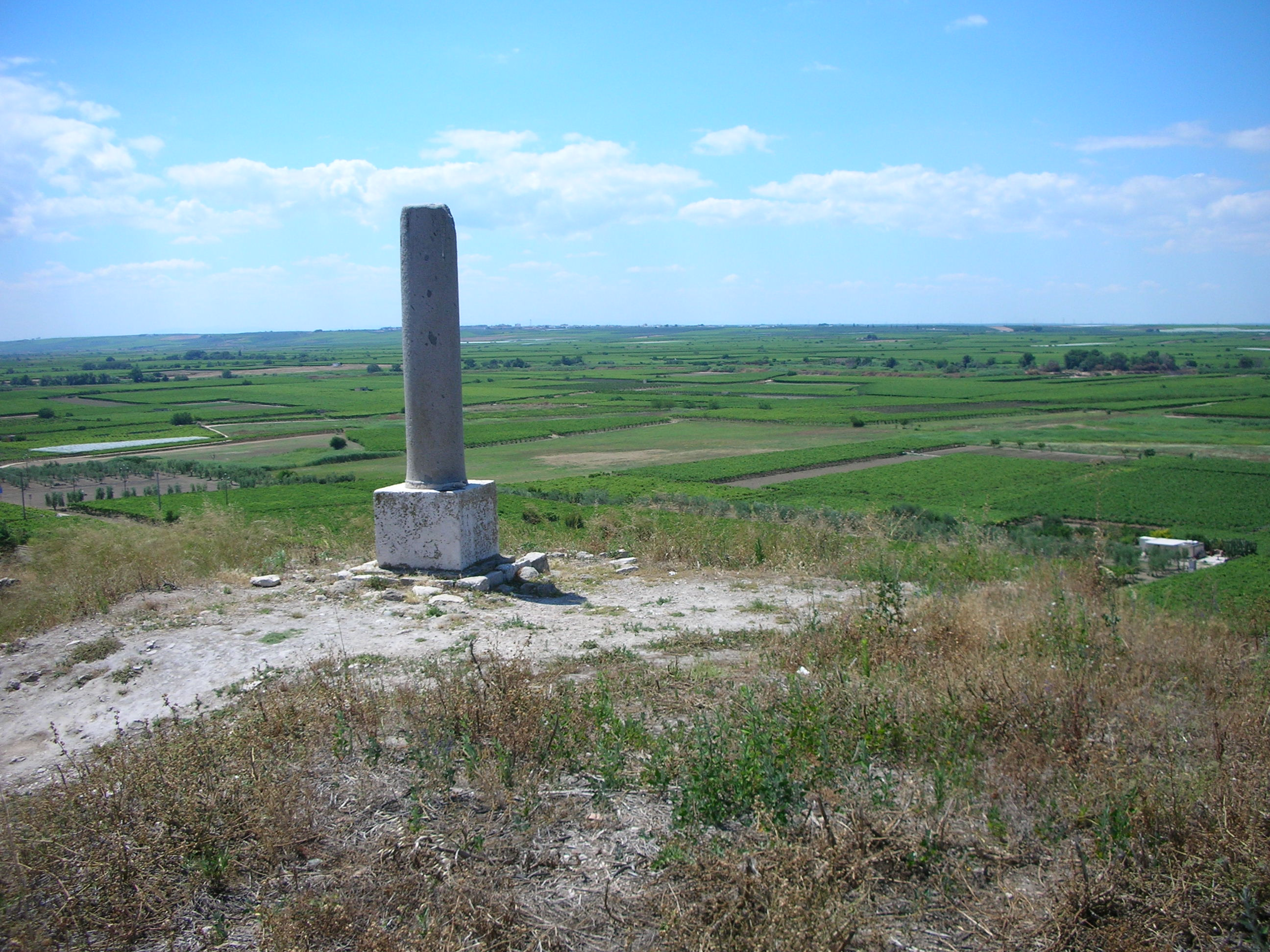
Antikes Denkmal zur Erinnerung an die Schlacht von Cannae

Nach der Schlacht an der Trebia schlug Hannibal in Cannae die nachweislich zweite Umfassungsschlacht der Geschichte und erwies sich damit als überlegener Taktiker gegenüber den Römern, die in traditioneller Manipeltaktik mit einem starken Zentrum antraten.
Die Schlacht von Cannae ist sprichwörtlich dafür geworden, eine vernichtende Niederlage zu erleiden. In der Neuzeit wurde, vor allem im preußischen Generalstab und durch Alfred von Schlieffen, die von Hannibals Taktik abgeleitete große, kriegsentscheidende Umfassungsschlacht, ein sogenanntes Super-Cannae, zu einer Doktrin der Kriegsführung.
Auch nannte der US-amerikanische General Norman Schwarzkopf Cannae als Vorbild für die Irak-Invasion im Rahmen des Zweiten Golfkrieges.
Der Unterschied der modernen Taktik zu Hannibals liegt in den Auswirkungen. Neuzeitliche Einheiten sollen mit der Umfassung vom Nachschub abgeschnitten und dadurch kampfunfähig gemacht werden. Damals wurde die Einkesselung angewandt, um die zentralen Einheiten des Feindes zur Untätigkeit zu verdammen, bewegungsunfähig zu machen und so den Gegner von außen nach innen niederzukämpfen.

## Ort und Zeit
Sowohl über die Zeit als auch über den Ort der Schlacht bestehen Unklarheiten. Bezüglich der Zeit: Die kalendarischen Daten der damaligen Zeit stimmen mit den astronomischen nicht überein. So fand die Schlacht an der Trebia um die Wintersonnenwende (also den 20. Dezember 218 v. Chr.) statt (Polybius; astronomisches Datum), aber nur kurz vor dem Amtsantritt der neuen Konsuln am 1. März 217 v. Chr. (kalendarisches Datum). Zur astronomisch definierten Sonnenfinsternis vom 11. Februar 217 v. Chr. waren bereits diese neuen Konsuln im Amt; der kalendarische 1. März war also vor den astronomischen 11. Februar gefallen. Die Schlacht am Trasimenischen See wird laut römischem Kalender auf den 22. Juni datiert, wurde aber noch von dem im Frühling auftretenden Hochwasser beeinflusst. Es ist also zu vermuten, dass der römische Kalender damals dem astronomischen um anderthalb Monate vorauslief, so dass die Schlacht vom kalendarischen 2. August 216 v. Chr. (nach heutiger Berechnung) im Juni 216 v. Chr. stattfand.
Die heutige Stadt Barletta wird touristisch als „Canne della Battaglia“ beworben und so mit dem Ort der Schlacht gleichgesetzt. Dafür gibt es jedoch keine archäologischen Beweise, denn die auf dem Gelände gefundenen Massengräber stammen aus dem Mittelalter. Aufgrund von Berechnungen der Marschleistungen nach Polybios und der Auswertung der Berichte antiker Geschichtsschreiber durch Giuseppe De Marco müsste die Schlacht weiter nördlich am Fluss Fortore nahe der Stadt Carlantino stattgefunden haben. Eine alternative Position der Schlacht wurde von Mario Izzo in der Nähe von Castelluccio Valmaggiore am sogenannten „Lago di Sangue“ vermutet.